# NGC 5659
NGC 5659 (również PGC 51875 lub UGC 9342) – galaktyka spiralna (Sb), znajdująca się w gwiazdozbiorze Wolarza. Odkrył ją John Herschel 22 maja 1830 roku.